# Gulnäbbad skedstork
Gulnäbbad skedstork (Platalea flavipes) är en fågel i familjen ibisar inom ordningen pelikanfåglar.

## Utseende
Gulnäbbad skedstork är en stor smutsvit fågel med den för släktet unika långa skedformade näbben. Diagnostiskt är gul näbb, gul bar hud i ansiktet och gula ben. 

## Utbredning och systematik
Fågeln förekommer i Australien. Tillfälligt har arten observerats på Tasmanien och Nya Zeeland. Den behandlas som monotypisk, det vill säga att den inte delas in i några underarter.

## Levnadssätt
Gulnäbbad skedstork hittas i olika typer av sötvattensvåtmarker, men endast sällsynt i marina miljöer. Den ses födosöka enstaka eller i småflockar, på karakteristiskt skedstorksvis genom att sänka ner näbben i vattnet och svepa fram och tillbaka.

## Status
Arten har ett stort utbredningsområde och beståndet anses stabilt. Internationella naturvårdsunionen IUCN listar den därför som livskraftig (LC).

## Bilder

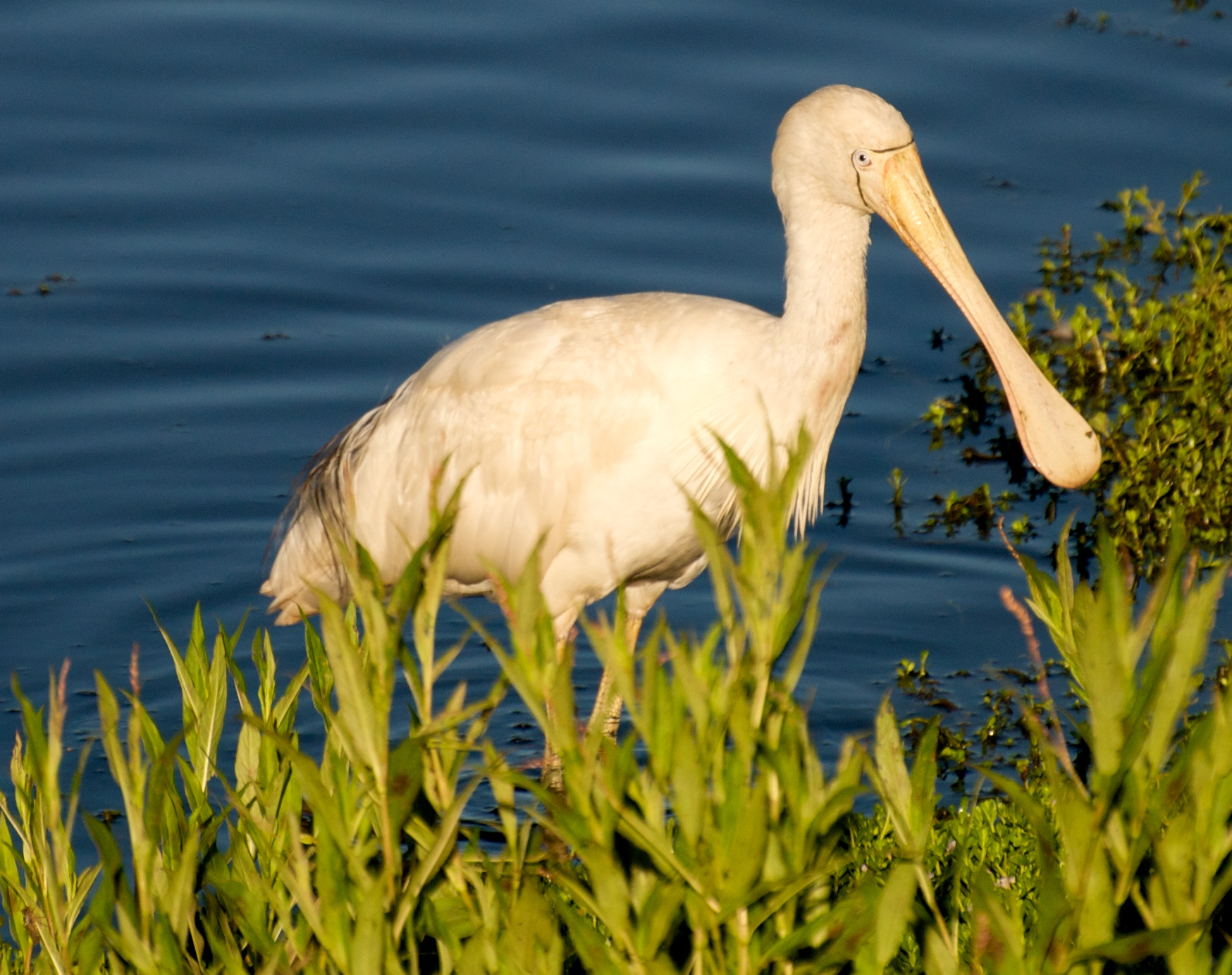
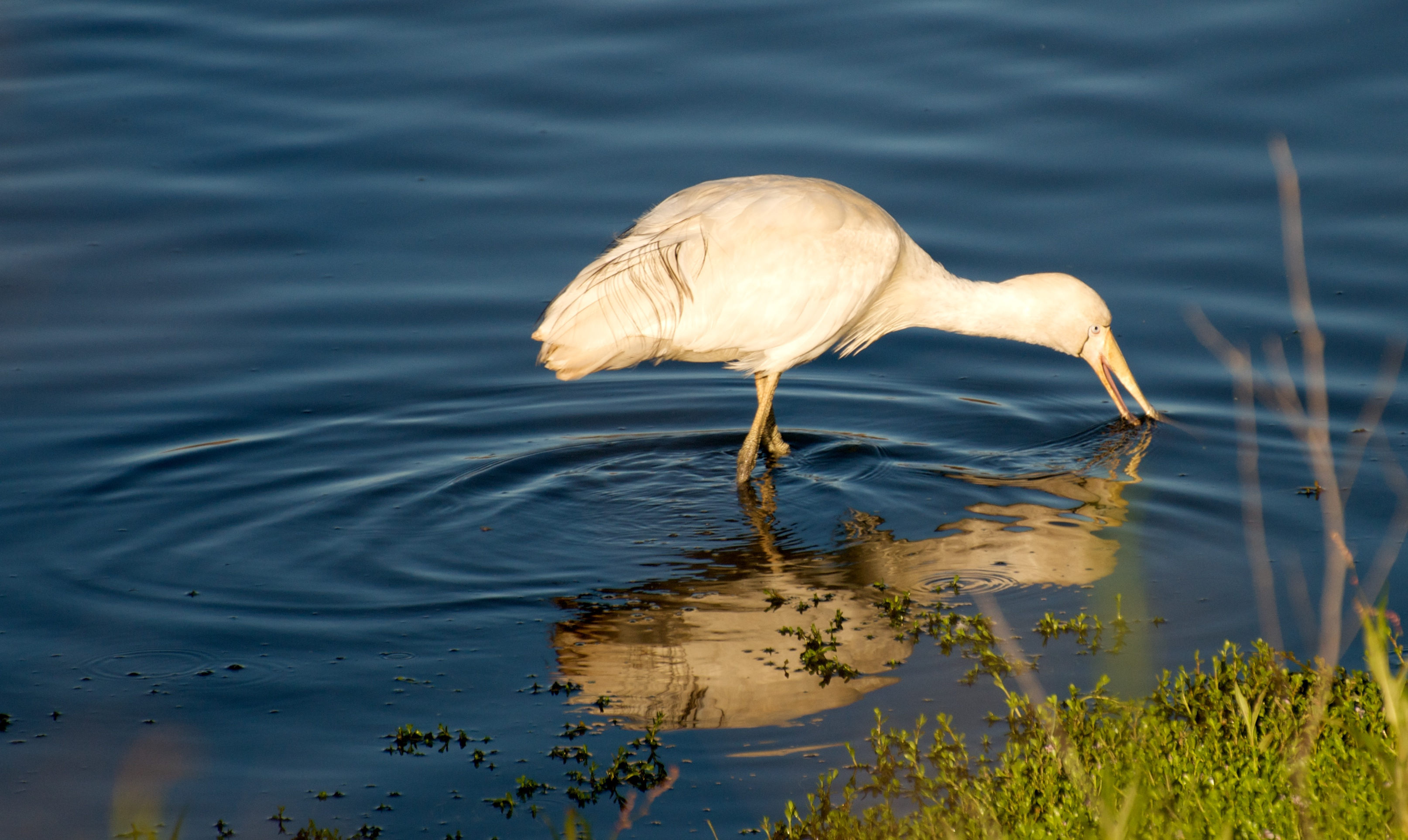